# Ivan Cooper
Ivan Averill Cooper (ur. w 1944, zm. 26 czerwca 2019) – północnoirlandzki polityk, członek Parlamentu Irlandii Północnej, jeden z założycieli socjaldemokratycznej partii SDLP. Przewodził marszowi protestacyjnemu z 30 stycznia 1972, stłumionemu podczas wydarzeń tzw. krwawej niedzieli w Derry.